# حزب جمهوری خلق مسلمان ایران
حزب جمهوری خلق مسلمان یکی از احزاب سیاسی ایران بود که حول محور شخصیت سید محمدکاظم شریعتمداری تشکیل شد. این حزب در جریان رفراندوم (همه‌پرسی) جمهوری اسلامی خواستار رای موافق بدان شد اما در جریان تصویب قانون اساسی با گنجاندن اصل ولایت فقیه در قانون اساسی مخالفت کرد. این مخالفت‌ها سرانجام به رویارویی گسترده این حزب با حکومت تازه تأسیس پس از انقلاب اسلامی انجامید. این رویارویی به ویژه در شهر تبریز مشهود بود که با مرکزیت آذربایجان مرکز اصلی طرفداران این حزب به‌شمار می‌آمد. در اسفند ۱۳۵۸ طرفداران حزب در تبریز موفق به تصرف ساختمان رادیو و تلویزیون تبریز شد؛ که با پیام روح‌الله خمینی به شریعتمداری برای خروج از حزب و اعدام ده تن از هوادارانش توسط دادگاه انقلاب تبریز، این حزب سرکوب و منحل اعلام شد.
به اعتقاد برخی از تندروهای انقلاب هنوز هم این حزب فعال است.

## اعتراضات تبریز
در دوران پیش از رای‌گیری قانون اساسی طرفداران این حزب، به طرفداری از سید محمدکاظم شریعتمداری برخی ناآرامی‌ها را در تبریز پدیدآوردند. طرفداران حزب خلق مسلمان با اختلاط دین و سیستم سیاسی مخالف بوده و همچنین خواهان احقاق حقوق مردمان آذربایجانی بودند. در پی گسترش ناآرامی‌ها ، نیروهای نظامی مستقر در تبریز از جمله پایگاه دوم نیروی هوایی ایران واقع در شمال غرب تبریز به حمایت از معترضین پرداخته و در نهایت کنترل مراکز حساس شهر از جمله مرکز صدا و سیما تبریز و پایگاه دوم شکاری نیروی هوایی به دست معترضین در آمد. معترضان برای نشان دادن قدرت خود پنج فروند جنگنده را در ارتفاع پایین بر فراز تبریز به پرواز درآوردند. نیروهای پاسداران انقلاب اسلامی اعزامی از تهران بوسیله هلیکوپتر در دانشگاه تبریز، که در آن زمان هنوز در کنترل گروه‌های چپ حامی حکومت تازه تأسیس انقلابی بود، پیاده شده و درگیری‌ها در تبریز به خشونت کشیده‌ شد. سید روح‌الله خمینی، رهبر وقت انقلاب ایران، به دیدار شریعتمداری که در آن زمان در قم زندگی می‌کرد رفت و در رسانه‌ها چنان وانمود شد که این دیدار برای مصالحه انجام گرفته‌است. با دستگیری‌ها و اعدام‌ ١٠ نفر و تعطیلی حزب خلق مسلمان این ناآرامی‌ها در۲۰ دی‌ماه ۱۳۵۸ خاتمه یافت.